# Wendell Mottley
Pour les articles homonymes, voir Mottley.
Wendell Mottley (né le 2 juillet 1941) est un économiste, homme politique et athlète trinidadien.
Ministre des Finances du premier gouvernement de Patrick Manning entre 1991 et 1995,, Mottley décide par la suite de lancer son propre parti politique (aujourd'hui dissout), l'Alliance des citoyens (en), qui obtient 1 % des suffrages exprimés aux élections législatives trinidadiennes de 2002 (en)

## Biographie
En 1958, il gagne le 100 yards des moins de 17 ans grâce à un temps record de 10 s 1 au Queen's Royal College Sports. 
En 1959, il gagne à la même compétition le 100, le 220, le 440 et le 880 yards.
En 1960, il rejoint l'Université Yale, pour y poursuivre des études d'économie.
En 1964, il établit les meilleures performances mondiales en salle avec 48 s 0 sur 400 yards, 55 s 5 sur 550 yards et 1 min 09 s 2 sur 600 yards. Ces bonnes performances lui ont permis d'obtenir, la même année, la médaille d'argent sur 400 m et la médaille de bronze du relais 4 × 400 m aux Jeux olympiques de Tokyo.
En 1966, Mottley prend part à ses seuls Jeux du Commonwealth et gagne les médailles d'or sur 440 yards et sur le relais 4 × 440 yards.

## Palmarès
- Jeux olympiques d'été de 1964 à Tokyo
  -  Médaille d'argent sur 400 m
  -  Médaille de bronze au relais 4 × 400 m
- Jeux de l'Empire britannique et du Commonwealth de 1966 à Kingston :
  -  Médaille d'or sur le 440 yards
  -  Médaille d'or sur le relais 4 × 440 yards

## Records personnels
- 400 m : 44 s 84, le 11 août 1966 à Kingston en Jamaïque,